# Паул Нюруп Расмусен
Паул Нюруп Расмусен (на датски: Poul Nyrup Rasmussen) е датски политик от партията Социалдемократи.

## Биография
Роден е на 15 юни 1943 г. в Есбер. През 1971 г. завършва икономика в Копенхагенския университет.
От 1992 до 2002 г. оглавява партията Социалдемократи, а от 1993 до 2001 г. е министър-председател.
От 2004 до 2009 г. е депутат в Европейския парламент, а от 2004 до 2011 г. е председател на Партията на европейските социалисти.